# Аксакшур (річка)
Аксакшу́р (Аксашур, рос. Аксакшур) — річка в Малопургинському та Кіясовському районах Удмуртії, Росія, ліва притока Шихостанки.
Річка починається на південний схід від села Верхнє Кечово Малопургинського району. Протікає на південний захід до кордону із Кіясовським районом. Далі слугує природним кордоном між районами. Вище села Аксакшур знову повертається на територію Малопургинського району. Впадає до Шихостанки навпроти села Шихостанка. Верхня та нижня течії протікають через лісові масиви тайги.
На річці розташоване село Аксакшур, де збудовано автомобільний міст.